# WISE 0855–0714
WISE 0855–0714 (denumire completă WISE J085510.83–071442.5) este o stea pitică brună aflată la aproximativ 7,2 ani lumină de Pământ. WISE 0855–0714 a fost observată prima dată în 2010 cu ajutorul WISE (Wide-field Infrared Survey Explorer), iar în 2013 și 2014 a fost cercetată cu ajutorul telescopului spațial Spitzer (Spitzer Space Telescope). Conform studiului publicat de Kevin Luhman , WISE 0855–0714 este cea mai rece stea pitică brună descoperită până acum, având temperaturi estimate între minus 48 și minus 13 grade Celsius. 

## Vezi și
- Planetă interstelară